# Partit Independent de la Dreta
El Partit Independent de la Dreta (en luxemburguès: Onofhängeg Rietspartei) va ser un partit polític a Luxemburg dirigit per Eugène Hoffmann, un dissident del Partit de la Dreta.
A les eleccions legislatives luxemburgueses de 1925 el partit va rebre el 2.4% dels vots, guanyant un sol escó. No va participar en les eleccions parcials de 1928, i per a les eleccions de 1931, Hoffmann, havia fundat el Partit dels Grangers i la Classe Mitjana.